# Butzemann
«Butzemann» (в переводе с нем. — «Домовой» — шуточная немецкая песня; относится к числу волшебных детских песен.

## История и критика
Известны различные варианты произведения из Саксонии и Тюрингии, записанные изустно. Песня получила распространение в детской среде и относится к числу волшебных (о домовых, кобольдах и т.п.).
Согласно одному из источников, произведение впервые было напечатано в сборнике «Волшебный рог мальчика» (1808, III). При этом, составители добавили в издание песню  собственного сочинения, с подобным же мотивом.

## Текст
| Butzemann | Литературный перевод |
| --- | --- |
| Es tanzt ein Butzemann In unserm Haus herum di dum, Er rüttelt sich, er schüttelt sich, Er wirft sein Säckchen hinter sich, Es tanzt ein Butzemann In unserm Haus herum | Танцует домовой, По полу скочет и тут, и там, Трясётся он, хохочет он, Отбросив за́ спину мешок. Танцует домовой: Весь дом заходил ходуном. |